# Rymosia filipes
Rymosia filipes är en tvåvingeart som beskrevs av Friedrich Hermann Loew 1870. Rymosia filipes ingår i släktet Rymosia och familjen svampmyggor. Inga underarter finns listade i Catalogue of Life.